# 圣瑞斯特德克莱
圣瑞斯特德克莱（法語：Saint-Just-de-Claix，法語發音：[sɛ̃ ʒy(st) də klɛ]）是法国伊泽尔省的一个市镇，属于格勒诺布尔区。

## 地理
圣瑞斯特德克莱（45°4'29"N, 5°17'2"E）面积11.59 平方千米，位于法国奥弗涅-罗讷-阿尔卑斯大区伊泽尔省，该省份为法国东南部内陆省份，北起顺时针与安省、萨瓦省、上阿尔卑斯省、德龙省、阿尔代什省、卢瓦尔省和罗讷省。
与圣瑞斯特德克莱接壤的市镇（或旧市镇、城区）包括：拉莫特方雅、鲁瓦扬地区圣纳泽尔、鲁瓦扬地区圣托马、鲁瓦扬地区欧布里沃、鲁瓦扬地区圣安德烈、圣伊莱尔迪罗西耶、圣罗芒、拉索讷。
圣瑞斯特德克莱的时区为UTC+01:00、UTC+02:00（夏令时）。

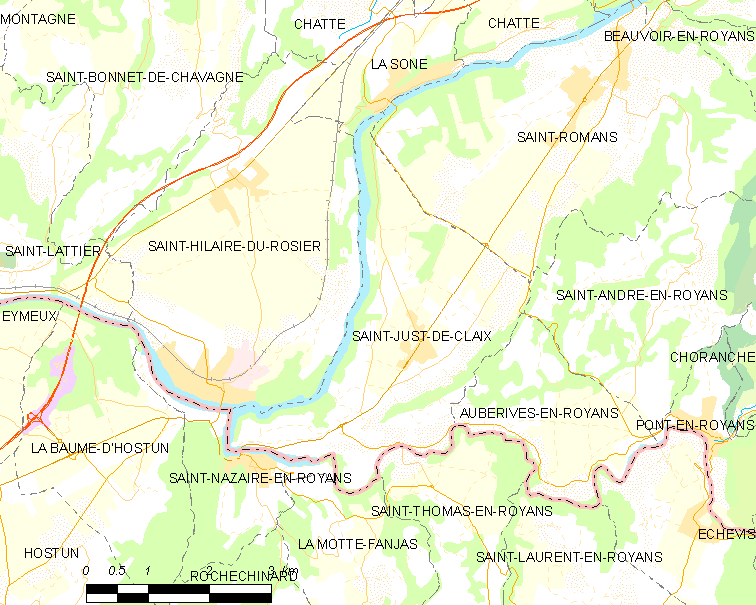
圣瑞斯特德克莱的OSM定位图

## 行政
圣瑞斯特德克莱的邮政编码为38680，INSEE市镇编码为38409。

## 政治
圣瑞斯特德克莱所属的省级选区为南格雷西沃当县。

## 人口

1962-2008年间圣瑞斯特德克莱人口变化图示

圣瑞斯特德克莱于2022年1月1日时的人口数量为1381人。